# Jabłonna II
Jabłonna II – zlikwidowana wąskotorowa stacja kolejowa w Jabłonnie, w województwie mazowieckim, w Polsce.